# 23844 Raghvendra
23844 Raghvendra là một tiểu hành tinh vành đai chính với chu kỳ quỹ đạo là 1280.5695974 ngày (3.51 năm).
Nó được phát hiện ngày 17 tháng 8 năm 1998. Nó được đặt tên cho Shubha Srinivas Raghvendra.